# University of Colorado Colorado Springs

Logo

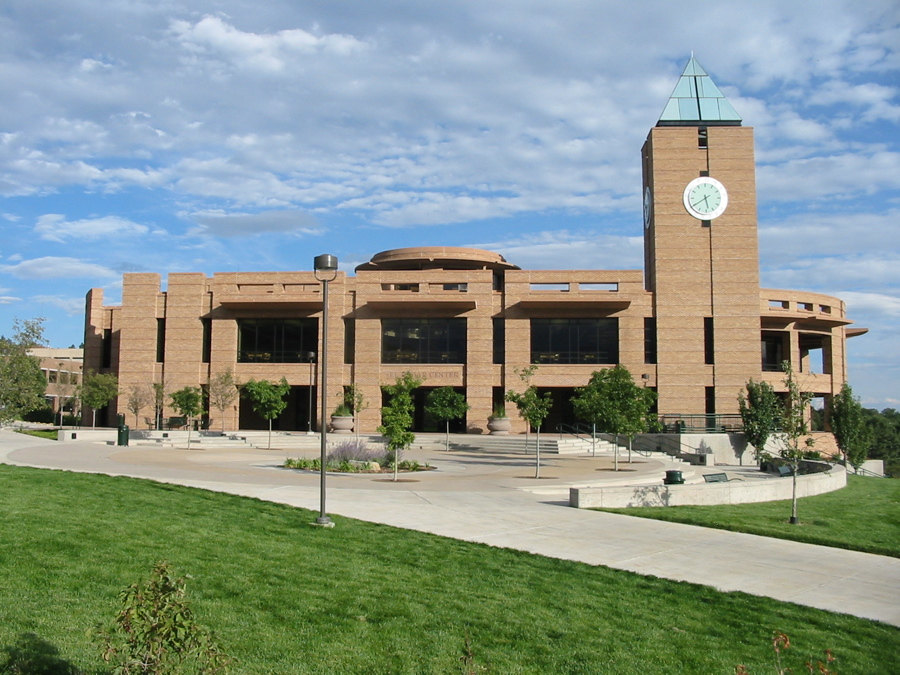
El Pomar Center and Kramer Family Library

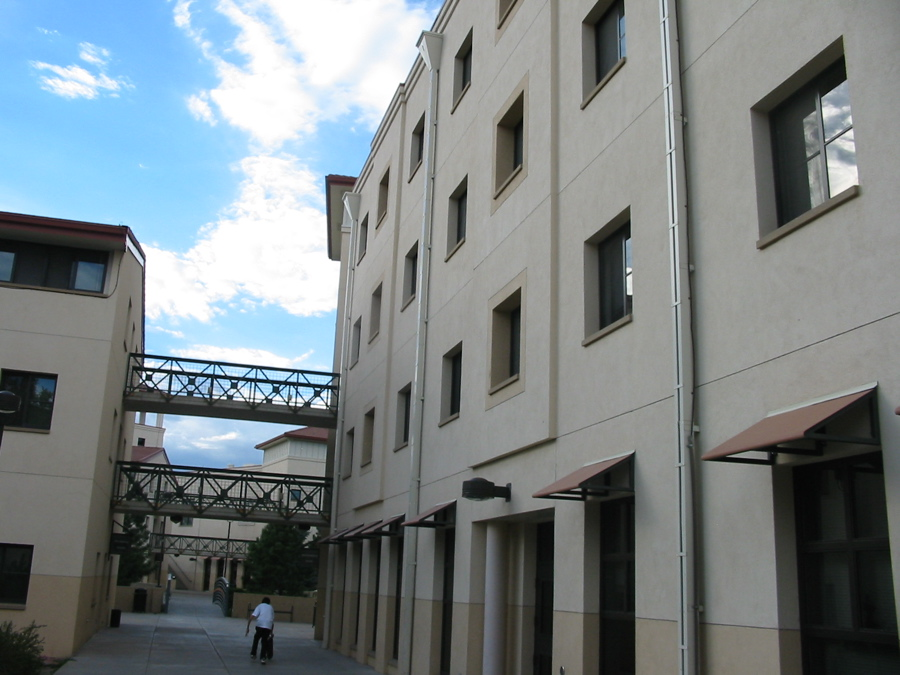
Summit Village Student Housing

Die University of Colorado, Colorado Springs (kurz CU-Colorado Springs oder UCCS) ist eine staatliche Universität in Colorado Springs im US-Bundesstaat Colorado. Sie ist mit ca. 13237 Studenten (2012) die viertgrößte Hochschule in Colorado. Die 1965 gegründete  Universität bietet 36 Bachelor of Arts, 19 Magister, und 5 Doktoratstudien.

## Institute
Neben den regulären Fachbereichen gibt es folgende Institute:
- CU Institute of Bioenergetics
- Network Information and Space Security Center (NISSC)
- Colorado Institute for Technology Transfer and Implementation (CITTI)
- Center for Colorado Policy Studies
- Center for Computational Biology
- Center for Economic Education
- Center on Gerontology
- Center for Research on Creativity and Innovation
- Center for the Study of Government
- Center for Women’s Studies
- CU Aging Center
- CU Trauma Center
- Excel Centers
- Small Business Development Center
- Southern Colorado Geodata Laboratory
- Student Success Center
- Teaching and Learning Center

## Persönlichkeiten
- John Bennett Herrington (* 1958) – US-amerikanischer Astronaut; der erste Indianer, der in den Weltraum flog.
- Robert von Dassanowsky (1960–2023) – Professor der Germanistik und Film; Filmproduzent
- Yusef Komunyakaa (* 1947) – Schriftsteller, Pulitzer-Preisträger
- Apolo Anton Ohno (* 1982) – US-amerikanischer olympischer Shorttrack-Läufer
- Max Aaron (* 1992) – ehemaliger US-amerikanischer Eiskunstläuferin
- Mirai Nagasu (* 1993) – US-amerikanischer olympischer Eiskunstläuferin
- Jason Brown (Eiskunstläufer) (* 1994) – US-amerikanischer olympischer Eiskunstläufer
- Derrick White (* 1994) – US-amerikanischer Basketballspieler